# Kedarnath Singh
Kedarnath Singh (Chakia, 1934. július 7. – Új-Delhi, 2018. március 19.) indiai költő.

## Föbb művei
Verseskötetek
- Abhi Bilkul Abhi
- Zameen pak Rahi Hai, Yahan se Dekho
- Akaal mein Saaras
- Baagh,Tolstoy aur cycle

Esszék, történetek
- Mere Samay ke Shabd
- Kalpana aur chhayavad
- Hindi kavita mein bimb vidhan
- Kabristan mein Panchayat

Egyéb
- Taana Baana